# Беріль Гастальделло
Беріль Гастальделло (фр. Béryl Gastaldello, 13 лютого 1995) — французька плавчиня.
Учасниця Олімпійських Ігор 2016 року.
Призерка Чемпіонату світу з водних видів спорту 2019 року.
Чемпіонка Європи з водних видів спорту 2018 року.
Чемпіонка Європи з плавання на короткій воді 2012, 2019 років.